# رزمایش پیامبراعظم ۳
رزمایش پیامبراعظم ۳ نام آزمایش موشکی و رزمایش جنگی سپاه پاسداران انقلاب اسلامی بود که در تاریخ ۹ ژوئن ۲۰۰۸ با پرتاب ۹ موشک دور برد از جمله موشک‌های شهاب ۳ آغاز گشت و در ۱۰ ژوئن نیز ادامه پیدا کرد. فرمانده نیروی هوایی سپاه حسین سلامی در اینباره گفت که این آزمایش موشکی نشان می‌دهد که موشک‌های ما قادر هستند که با دقت در هر زمان و هر مکان شلیک شوند. وزیر دفاع ایران در اینباره اعلام کرد که موشک‌ها علیه کسانی استفاده می‌شود که قصد حمله به ایران را داشته باشند. پس از این آزمایش، قیمت نفت و طلا افزایش پیدا کرد به‌طوری‌که رکورد قیمت نفت و طلا تا آن زمان را شکست.

## مشاجرات

### عکس
یک تصویر منتشره شده در وبگاه اینترنتی سپاه که توسط خبرگزاری فرانسه مخابره شد باعث ایجاد ادعای جعلی بودن عکس از طرف برخی رسانه‌ها شد. برخی از کارشناسان نشریه نیویورک تایمز اعلام کرده‌اند که عکس منتشره شده توسط سایت سپاه در واقع دستکاری شده‌است.

### نوع موشک‌ها
در ۱۲ ژوئن روزنامه نیویورک تایمز مدعی شد که در این آزمایش‌ها موشکی چندین فریب کاری وجود داشت ازجمله تصاویر ویدئویی که در آن سعی شده‌است با نشان دادن پرتاب موشک‌ها مشابه از چندین زاویه مختلف تعداد موشک‌های شلیک شده را بیشتر نشان دهد. همچنین کارشناسان این نشریه مدعی شدند که ایران موشک‌های پرتاب شده را از نوع (شهاب۳ A) اعلام کرده‌است در حالیکه موشک‌های پرتاب شده در واقع از نوع (شهاب۳ Bاست). خبرگزاری آسوشیتدپرس نیز به نقل از یک مقام رسمی آمریکا مدعی شد که اندازه موشک‌های شلیک شده در این رزمایش بسیار شبیه موشک‌های پرتاب شده در سال ۱۹۹۸ می‌باشد.

## واکنش سپاه
سپاه پاسداران انقلاب اسلامی تمام نظریات روزنامه نیویورک تایمز را رد کرده و بر این نکته تأکید کرد که موشک‌های بکار رفته در این رزمایش از نوع «شهاب ۳ آ» بوده و هم‌اکنون به صورت انبوه ساخته می‌شود.

## واکنش بین‌المللی
- چین-سخنگوی وزارت امورخارجه چین اعلام کرد که نگران این گونه کشمکش‌ها می‌باشد و ابراز امیدواری کرد که با پیشگیری مناسب صلح و ثبات منطقه حفظ شود.[۱۲]
- فرانسه-سخنگوی وزارت امور خارجه در اینباره گفت در زمانی که ایران در حال توسعه برنامه هسته‌ای خود می‌باشد این آزمایش‌ها موشکی تنها باعث افزایش نگرانی‌ها جامعه بین‌المللی می‌شود.[۱۳]
- آلمان-وزارت امور خارجه آلمان این آزمایش‌ها را «حرکتی نامناسب» خواند و نسبت به آن ابراز تأسف کرد.[۱۳]
- اسرائیل-یک سخنگوی نخست‌وزیر اسرائیل در اینباره گفت: اسرائیل قصد درگیری نظامی با ایران را ندارد ولی برنامه هسته‌ای ایران و موشک‌های دور برد ایران باعث نگرانی جامعه بین‌المللی است.[۱۴]
- ایالات متحده آمریکا-سخنگوی کاخ سفید اعلام کرد که این گونه اقدامات دولت ایران تنها باعث انزوای مردم ایران از جامعه جهانی خواهد شد.[۱۵] کاندولیزا رایس دربارهٔ این آزمایش گفت:این نشانه‌ای است که تهدید موشکی یک موضوع خیالی نیست[۱۶] همچنین باراک اوباما برنامه موشکی ایران را تهدیدآمیز دانست.